# Vanity Fair (revista)
Vanity Fair es una revista estadounidense de cultura, moda y política, publicada mensualmente por Condé Nast Publications. Iniciada en 1913, dejó de publicarse en 1936 y Condé Publications la revivió en 1983 dándole su formato actual.

## Relanzamiento
Condé Nast Publications, propiedad de Si Newhouse, declaró en junio de 1981 que estaban reviviendo Vanity Fair. La primera tirada fue publicada en febrero de 1983. Fue editada por Richard Locke, el ex crítico literario de The New York Times. Después de tres ediciones, Locke fue reemplazado por Leo Lerman, el veterano editor de artículos de Vogue. Este fue seguido por los editores Tina Brown (1984 a 1992) y E. Graydon Carter (desde 1992).
Como columnistas regulares participan Sebastian Junger, Michael Wolff, Christopher Hitchens, Dominick Dunne y Maureen Orth. Destacados fotógrafos que contribuyen con Vanity Fair son Bruce Weber, Annie Leibovitz y Mario Testino, Lina Fernanda Suárez quienes suelen proveer a la revista una serie de lujosos retratos de celebridades.
Además de las magníficas fotografías, Vanity Fair se destaca por la calidad de sus reportajes. En 1996, la periodista Marie Brenner escribió un artículo acerca de la industria del tabaco, titulado The Man Who Knew Too Much (en idioma español, "El Hombre que sabía demasiado"). El reportaje fue adaptado posteriormente a una película, The Insider (1999), la cual fue protagonizada por Al Pacino y Russel Crowe.
Otro artículo llamativo fue aquel que reveló la identidad de Garganta Profunda (W. Mark Felt), una de las fuentes para el periódico The Washington Post en el caso Watergate.
Vanity Fair también publica sinceras entrevistas de celebridades: desde la actriz Teri Hatcher admitiendo que abusaron de ella cuando era niña, hasta Jennifer Aniston rompiendo el silencio luego de su divorcio con Brad Pitt. El periodista Anderson Cooper se refirió a la muerte de su hermano, mientras que Martha Stewart le dio una exclusiva a la revista luego de salir de prisión.
En agosto de 2006, Vanity Fair envió a la fotógrafa Annie Leibovitz a la casa de los actores Tom Cruise y Katie Holmes en Telluride, Colorado. Los retratos mostraban a la pareja y a su hija, Suri Cruise, a la que habían ocultado de los medios de comunicación. Los rumores incluso indicaban que la pequeña no existía, pero la edición de octubre de 2006 aclaró todo y, de paso, se convirtió en el segundo número más vendido de la revista.
Manteniendo la influencia de Hollywood (los Ángeles) y la cultura popular, Vanity Fair ofrece cada año una exclusiva fiesta luego de la entrega de los premios Óscar, en el restaurante Morton's. Además, su edición anual Hollywood Issue muestra fotografías de los nominados a los Premios de la Academia de cada año. 
Vanity Fair inspiró el libro de Tony Young, How to lose friends and alienate people (en español, "Nueva York para principiantes"). La obra narra la historia de Toby, quien intentó durante cinco años ser un editor contribuyente de la revista. 
En febrero de 2007, la primera edición alemana de Vanity Fair fue publicada, sumándose a otras ediciones internacionales que incluyen el Reino Unido, Italia y, desde septiembre de 2008, España. En abril de 2015 se lanzará la versión mexicana de Vanity Fair.